# Elinor veut tout savoir
Elinor veut tout savoir (Elinor Wonders Why) est une série télévisée d'animation américaine-canadienne créée par Jorge Cham et Daniel Whiteson, diffusée depuis le 7 septembre 2020 sur PBS Kids.
En France, la série est diffusée sur Canal+ Kids et Piwi+.

## Synopsis
L'émission sur le thème de l'exploration encourage les enfants à suivre leur curiosité, à poser des questions lorsqu'ils ne comprennent pas et à trouver des réponses en utilisant des compétences d'enquête scientifique. Le personnage principal Elinor, le lapin le plus observateur et le plus curieux d'Animal Town, juste au nord de Natural Forest, en Californie, présente aux enfants âgés de 3 à 5 ans la science, la nature et la communauté à travers des aventures avec ses amis Olive et Ari. Chaque épisode comprend deux histoires animées de 11 minutes ainsi qu'un contenu interstitiel où Elinor et ses camarades de classe apprécient soit Monsieur Tapir chanter sur de célèbres explorateurs de la nature, soit Mme Taupe lisant des histoires.

## Distribution

### Voix originales
- Markeda McKay : Elinor
- Wyatt White : Ari
- Maria Nash : Olive
- Lisette St. Louis : Mme Lapine (La mère d'Elinor)
- Colin Doyle : Mr Lapin (Le père d'Elinor)
- Shoshana Sperling : Mme Taupe (La maîtresse)

### Voix françaises
- Aaricia Dubois : Elinor
- Nancy Philippot : Ari
- Marie Alexandre : Olive
- Catherine Hanotiau : Camilla
- Stéphanie Vondenhoff : Koa
- Valérie Muzzi : Mme Lapine (La mère d'Elinor)
- Sarah Maturin : Sally
- Stany Mannaert : Steñor Tapir
- Sophie Pyronnet : Tito
- Lorca Chaton : Mme Castor

## Épisodes
1. Cachés sous nos yeux (Hiding In Plain Sight)
2. Un hibou dans la nuit (Owl Girl)
3. La soupe du jardin (Backyard Soup)
4. Délicieux et coloré (Colorful and Tasty)
5. L'incroyable cabane extensible (The Amazing Expandable Clubhouse)
6. Le pique-nique de la ville (The Town Picnic)
7. Comment ne pas attraper froid (The Science of Staying Warm)
8. La nature a de bonnes idées (The Seed of an Idea)
9. La maison des fourmis (The House That Ants Built)
10. Un endroit spécial (Special Places)
11. Le lâcher de tomate (The Tomato Drop)
12. Regarde ce que je peux faire (Look What I Can Do)
13. Le rocher des lézards (The Lizard Lounge)
14. Les plumes (Feathers)
15. Le chant des oiseaux (Bird Song)
16. Pas besoin de mots (No Need to Shout)
17. Les lunettes de Mme Taupe (Ms. Mole's Glasses)
18. Le cadeau d'anniversaire (Elinor Stops the Squish)
19. La course de vitesse (Speed Racer)
20. L'une des deux chèvres (One of These Goats)
21. Les feuilles d'automne (Leave It to Ari)
22. Le géant de neige (Snow Friend)
23. Le vent et la toile d'araignée (Wind in the Web)
24. La plante qui pique (The Pokey Plant)
25. La cabane en bulles (Bubble House)
26. L'arbre à sirop (The Syrup Tree)
27. La fabrication du papier (The Paper Trail)
28. L'heure du bain (Bath Time)
29. Le concert de Mr Tapir (Make Music Naturally)
30. Les petites lucioles (Light the Way)
31. Drôles d'éternuements (These Sneezes)
32. Le t-shirt porte-bonheur d'Ari (Ari's Lucky Shirt)
33. Une ville miniature (Follow That Roly Poly)
34. Pluie, pluie, ne t'en va pas ! (Rain, Rain Don't Go Away)
35. Où va l'eau ? (Water You Doing?)
36. Pourquoi cligne-t-on des yeux ? (Thinking About Blinking)
37. Nourrir les oiseaux (Feed the Birds)
38. Au revoir Monsieur Tapir (Señor Tapir Says Adios)
39. Les bébés papillons (Butterfly Babies)
40. Le cirque d'Elinor (Elinor's Circus)
41. La plante en zig-zag (Zig Zag Plant)
42. La trompe des papillons (Butterfly Drinks)
43. Poissons glacés (Frozen Fish)
44. Le trésor des pirates (Pirate Treasure)
45. Le plus chouette de tous les hiboux (Burrowing Owl Girl)
46. L'arbre d'Olive (Olive's Tree)
47. Nager plus vite (Speedy Swimming)
48. La confiture de fraises (Strawberry Jam)
49. Le pique-nique des abeilles (To Bee or Not to Bee)
50. Traversée de tortues (Turtle Crossing)
51. Les grands arbres (Big Trees)
52. À petits pas (Baby Steps)
53. Les odeurs (Follow Your Nose)
54. La beauté des feuilles (Leaf Charms)
55. Les couleurs de la nature (A Change of Art)
56. Les déchets (Litterbug)
57. L'incroyable lynx (The Unsinkable Lynx)
58. Lilou le caillou (Rocky the Rock)
59. Echo, où es-tu ? (Echo Location)
60. Grenouille, m'entends-tu ? (Ears to You)
61. La bibliothèque d'Olive (Olive's Library)
62. La balade en forêt (Nature Walk)
63. La fête papillons (Butterfly Party)
64. Les décorations d'Halloween (More Than One Right Way)
65. La soupe aux racines (Underground Soup)
66. Pissenlits jolis (Dandy Dandelions)
67. Le mystère des papillons de nuit (A Moth Mystery)
68. Fruits qui donnent la peche (Just Peachy)
69. Un potager à la maison (A Garden for All)
70. Balade en musique (Band of Explorers)
71. Le petit batteur (The Little Drummer)
72. À quoi ça sert de dormir ? (Rest is Best)
73. L'ami poisson d'Elinor (Elinor's Fishy Friend)
74. Fais la danse de la grue (Do the Crane Dance)
75. (A Wonderful Journey)